# Roeselia cretacea
Roeselia cretacea är en fjärilsart som beskrevs av George Francis Hampson 1914. Roeselia cretacea ingår i släktet Roeselia och familjen trågspinnare. Inga underarter finns listade.